# José Ángel Pozo
José Ángel Pozo la Rosa (Fuengirola, 15 marzo 1996) è un calciatore spagnolo, attaccante del Śląsk Breslavia.

## Caratteristiche tecniche
Attaccante molto rapido e veloce, dal fisico brevilineo, è dotato di un'ottima tecnica individuale; bravo nelle percussioni offensive e nei dribbling, è in possesso di un buon tiro dalla distanza e di un grande controllo di palla. Buon assist-man, la sua notevole duttilità tattica gli consente di essere schierato come seconda punta, ala o trequartista. Per le sue caratteristiche è stato paragonato a Lionel Messi, anche se lo stesso Pozo ha dichiarato di ispirarsi a Zinédine Zidane.

## Carriera

### Club
Cresciuto nei settori giovanili di Real Madrid e Manchester City, da cui è stato acquistato nel 2012 per 2.4 milioni di sterline, ha esordito con la prima squadra dei citizens il 24 settembre 2014, nella partita di Coppa di Lega vinta per 7-0 contro lo Sheffield Weds, segnando la sesta rete del match. Dopo aver collezionato soltanto quattro presenze complessive, il 31 agosto 2015 viene ceduto a titolo definitivo all'Almería, con cui firma un quinquennale.
Il 27 luglio 2018 passa al Rayo Vallecano, neo promosso in Liga, legandosi al club di Madrid fino al 2023. Il 5 gennaio 2022, rinnova il proprio contratto con il club fino al 2024 e simultaneamente viene annunciato il suo acquisto in prestito da parte dell'Al-Ahli Doha.

### Nazionale
Ha giocato nelle nazionali giovanili spagnole Under-16, Under-17, Under-18, Under-19 ed Under-21.

## Statistiche

### Presenze e reti nei club
Statistiche aggiornate al 3 novembre 2024.
| Stagione              | Squadra               | Campionato            | Campionato | Campionato | Coppe nazionali | Coppe nazionali | Coppe nazionali | Coppe continentali | Coppe continentali | Coppe continentali | Altre coppe | Altre coppe | Altre coppe | Totale | Totale |
| Stagione              | Squadra               | Comp                  | Pres       | Reti       | Comp            | Pres            | Reti            | Comp               | Pres               | Reti               | Comp        | Pres        | Reti        | Pres   | Reti   |
| --------------------- | --------------------- | --------------------- | ---------- | ---------- | --------------- | --------------- | --------------- | ------------------ | ------------------ | ------------------ | ----------- | ----------- | ----------- | ------ | ------ |
| 2014-2015             | Manchester City       | PL                    | 3          | 0          | FACup+CdL       | 0+1             | 1               | UCL                | 0                  | 0                  | -           | -           | -           | 4      | 1      |
| 2015-2016             | Almería               | SD                    | 29         | 4          | CR              | 4               | 1               | -                  | -                  | -                  | -           | -           | -           | 33     | 5      |
| 2016-2017             | Almería               | SD                    | 36         | 0          | CR              | 0               | 0               | -                  | -                  | -                  | -           | -           | -           | 36     | 0      |
| 2017-2018             | Almería               | SD                    | 39         | 2          | CR              | 0               | 0               | -                  | -                  | -                  | -           | -           | -           | 39     | 2      |
| Totale Almería        | Totale Almería        | Totale Almería        | 104        | 6          |                 | 4               | 1               |                    | -                  | -                  |             | -           | -           | 108    | 7      |
| 2018-2019             | Rayo Vallecano        | PD                    | 29         | 3          | CR              | 2               | 0               | -                  | -                  | -                  | -           | -           | -           | 31     | 3      |
| 2019-2020             | Rayo Vallecano        | SD                    | 23         | 3          | CR              | 3               | 1               | -                  | -                  | -                  | -           | -           | -           | 26     | 4      |
| 2020-2021             | Rayo Vallecano        | SD                    | 32+1       | 3          | CR              | 2               | 0               | -                  | -                  | -                  | -           | -           | -           | 35     | 3      |
| 2021-gen. 2022        | Rayo Vallecano        | PD                    | 5          | 0          | CR              | 2               | 1               | -                  | -                  | -                  | -           | -           | -           | 7      | 1      |
| gen.-giu. 2022        | Al-Ahli Doha          | QSL                   | 9          | 4          | QSC+EQC         | 0+1             | 1               | -                  | -                  | -                  | -           | -           | -           | 10     | 5      |
| 2022-2023             | Rayo Vallecano        | PD                    | 8          | 0          | CR              | 1               | 0               | -                  | -                  | -                  | -           | -           | -           | 9      | 0      |
| 2023-2024             | Rayo Vallecano        | PD                    | 2          | 0          | CR              | 4               | 0               | -                  | -                  | -                  | -           | -           | -           | 6      | 0      |
| Totale Rayo Vallecano | Totale Rayo Vallecano | Totale Rayo Vallecano | 99+1       | 9          |                 | 14              | 2               |                    | -                  | -                  |             | -           | -           | 114    | 11     |
| 2024-2025             | Karmiōtissa           | A                     | 7          | 2          | CC              | 1               | 0               | -                  | -                  | -                  | -           | -           | -           | 8      | 2      |
| Totale carriera       | Totale carriera       | Totale carriera       | 223        | 21         |                 | 21              | 5               |                    | 0                  | 0                  |             | -           | -           | 244    | 26     |